# Salkehatchie River
La rivière Salkehatchie (Salkehatchie River en anglais) prend sa source près de la ville de Barnwell, en Caroline du Sud et reçoit les eaux du Turkey Creek et du Whippy Swamp avant de confluer dans la Little Salkehatchie River pour former le bassin de la Combahee River. Ce dernier se déverse dans le Saint Helena Sound qui fait partie de l'Océan Atlantique. Avant sa confluence, la Little Salkehatchie River reçoit les eaux du Lemon Creek, du Buckhead Creek, et du Willow Swamp.
William Tecumseh Sherman traversa cette rivière et les marais qui l'entourent dans le but de se rendre à Columbia lors d'une de ses campagnes militaires.